# Peluda de cara de bou
La peluda de cara de bou (Arnoglossus boops) és un peix teleosti de la família dels bòtids i de l'ordre dels pleuronectiformes.

## Distribució geogràfica
Es troba a les costes de Nova Zelanda.